# Царичин град
Царичин град или Юстиниана Прима (на латински: Justiniana Prima) е античен град в Поморавието, чиито развалини днес се намират на 7 км от Лебане и на 30 км западно от Лесковац. Днес е археологичен обект, известен като Царичин град (на сръбски: Царичин град, Caričin Grad).
Градът е важен църковен, административен и военен център през VI век. Юстиниан I съгражда града на родното си място, който в негова чест е наречен Първа Юстиниана.
В историческата наука все още съществуват спорове относно точното местоположение на античния град (от българска страна на друго мнение е бил академик Йордан Иванов). Преобладава становището, че именно там се е намирал античният църковен център, правоприемник на чиято архиепископия и диоцез е Охридската българска архиепископия.